# Peter Oblak
Peter Oblak, slovenski zdravnik kirurg, * 13. marec 1929, Ljubljana, † 2005.
Oblak je leta 1954 diplomiral na Medicinski fakulteti v Ljubljani, opravil 1960 specializacijo iz stomatologije in 1971 iz maksilo-facialne kirurgije (čeljustne kirurgije). Doktoriral je 1974 na MF v Ljubljani; tu je bil od 1984 tudi redni profesor.